# Peter Turang

Peter Turang, né le 23 février 1947 à Tataaran (province de Sulawesi du Nord, Indes orientales néerlandaises) et mort le 4 avril 2025 à Jakarta (Indonésie), est un évêque indonésien, archevêque de Kupang en Indonésie de 1997 à 2024.

## Biographie

### Apostolat
Peter Turang est ordonné prêtre le 18 décembre 1974.

#### Évêque
Le 21 avril 1997, Jean-Paul II le nomme archevêque coadjuteur de Kupang. Il reçoit l'ordination épiscopale le 27 juillet 1997 suivant des mains de Julius Riyadi Darmaatmadja.
À la mort de Gregorius Manteiro, il succède directement à la charge d'archevêque de Kupang.

#### Retrait
Le 9 mars 2024, Peter Turang se retire pour raison d'âge.

### Mort
Peter Turang meurt le 4 avril 2025 à Jakarta à l’âge de 78 ans.